# Associazione internazionale giardini botanici alpini
L'Associazione internazionale giardini botanici alpini (AIGBA) nasce nel 1974 per la tutela, la conservazione e lo studio della flora alpina internazionale; riunisce e rappresenta i giardini alpini e i loro responsabili.
L'associazione assume come principale scopo quello di agevolare i giardini botanici nelle loro finalità, con attenzione particolare ai giardini botanici alpini.
Ha ruolo di coordinamento, promozione e ricerca, collabora con i vari orti botanici e giardini botanici, con enti pubblici e privati e con gli istituti universitari.
La sede legale si trova presso il Museo regionale di scienze naturali di Torino, mentre la sede indicata dallo statuto è presso l'Istituto studi alpini internazionale.

## Elenco dei soci dell'AIGBA al 2000
In Svizzera
- Giardino botanico alpino, Schenige Platte, Berna (Svizzera)[3]
- Giardino botanico alpino Alpinum Schatzalp Davos, Davos (Svizzera)[4]
- Giardino alpino La Linnea, Ginevra
- Giardino alpino La Rambertia, Montreux
- Giardino botanico di Saint-Triphon, (Vaud)

In Slovenia
- Giardino botanico alpino Juliana, Ljubiana (Slovenia)

In Austria
- Alpengarten Villacher Alpe, Villach (Austria)

In Italia
- Giardino botanico Alpin Florealpe, Champex
- Giardino botanico Carsiana, Sgonico, Trieste[5]
- Giardino botanico e arboreto appenninico del Parco nazionale d'Abruzzo, Lazio e Molise, Pescasseroli (AQ)
- Giardino alpino Chanousia, al Colle del Piccolo San Bernardo, La Thuile (AO)
- Giardino botanico di Castel Savoia, presso il Castel Savoia, a Gressoney-Saint-Jean (AO)
- Giardino Alpinia, Gignese (VB)
- Giardino alpino Saussurea, sopra Courmayeur (Pavillon du Mont Fréty, nel massiccio del Monte Bianco) (AO)
- Giardino alpino del Cansiglio Giangio Lorenzoni, Vittorio Veneto (TV)[6]
- Giardino botanico alpino di Campo Imperatore L'Aquila
- Giardino botanico F. Caldart delle Alpi Orientali, Belluno
- Orto botanico Lorenzo Rota Bergamo[7]
- Giardino botanico Michele Tenore Lama dei Peligni (CH)
- Giardino botanico Nuova Gussonea, Catania[8]
- Giardino botanico "Maria Ansaldi" Pania di Corfino, Castelnuovo Garfagnana (LU)[9]
- Giardino botanico Rea, Torino[10]
- Giardino botanico alpino Bruno Peyronel, Torre Pellice (TO)
- Giardino botanico alpino “Esperia” Modena[11]
- Giardino botanico alpino di Pietra Corva, Pavia
- Giardino botanico alpino San Marco, Valli del Pasubio (VI)[12]
- Giardino botanico alpino Valderia, Valdieri (CN)
- Giardino botanico dei Frignoli, Aulla (MS)[13]
- Orto botanico delle Alpi Apuane Pellegrini - Ansaldi, Massa[14]
- Giardino botanico montano di Oropa, Biella[15]
- Giardino botanico prealpino R. Tomaselli, Campo dei Fiori, Varese
- Giardino botanico di Valbonella Santa Sofia (FC)[16]
- Gruppo ligure amatori orchidee, Genova
- Orto botanico di Padova, Padova[17]
- Orto botanico forestale dell'Abetone, Abetone (PT)[18]
- Giardino alpino Paradisia, in Valnontey (Cogne) (AO)
- Giardino botanico alpino Rezia Bormio (Sondrio)[19]
- Giardino botanico alpino Viote[20]
- Giardino di flora appenninica, Capracotta (IS)[21]
- Orto botanico del Monte Baldo, Ferrara di Monte Baldo (VR)